# Cumbia
Sous-genres
Cumbia classique, cumbia sabanera, cumbiamba, cumbia vallenata
Genres associés
Merecumbé, cumbia argentine, cumbia bolivienne, cumbia chilienne, cumbia costaricienne, cumbia mexicaine, cumbia paraguayenne, cumbia péruvienne, cumbia salvadorienne, cumbia vénézuélienne
La cumbia, ou cumba, est un genre musical et une danse traditionnelle folklorique ayant émergé au XVIIe siècle au Colombie. D'abord connue sous le nom de cumba, la cumbia s'est ensuite répandue en Amérique latine, particulièrement en Bolivie, au Pérou et en Argentine, où elle s'est mélangée aux musiques locales.
À l'origine, les tambours des esclaves servaient à accompagner les veilles funéraires. Les peuples amérindiens des Antilles ont ensuite ajouté à ces rythmes des ocarinas, des flûtes de roseau, et des gaïtas (sorte de longues flûtes amérindiennes) aux mélodies, aux paroles et à la danse importées par les colons espagnols.
Il existe de nombreux sous-genres tels que la cumbia classique, et des variantes régionales associées telles que la cumbia mexicaine, la cumbia péruvienne et la cumbia villera.

## Étymologie
Le mot cumbia viendrait de la langue bantu dérivant du mot cumbé, rythme et danse de Guinée équatoriale (Afrique de l'Ouest), plus précisément de la zone de Mbata. Selon Guillermo Abadía Morales, le terme de cumbia a une relation avec le mot cubain cumbancha qui signifie fête, petit orchestre. La cumbia est un terme qui désigne une musique, un rythme et non un chant. Les défenseurs de la thèse de l'origine aborigène de la cumbia font remonter son nom à celui de Cumbague, un chef emblématique des Pocabuy.

## Histoire
Les origines de la cumbia sont débattues et difficiles à établir, plusieurs interprétations existant à ce sujet. 

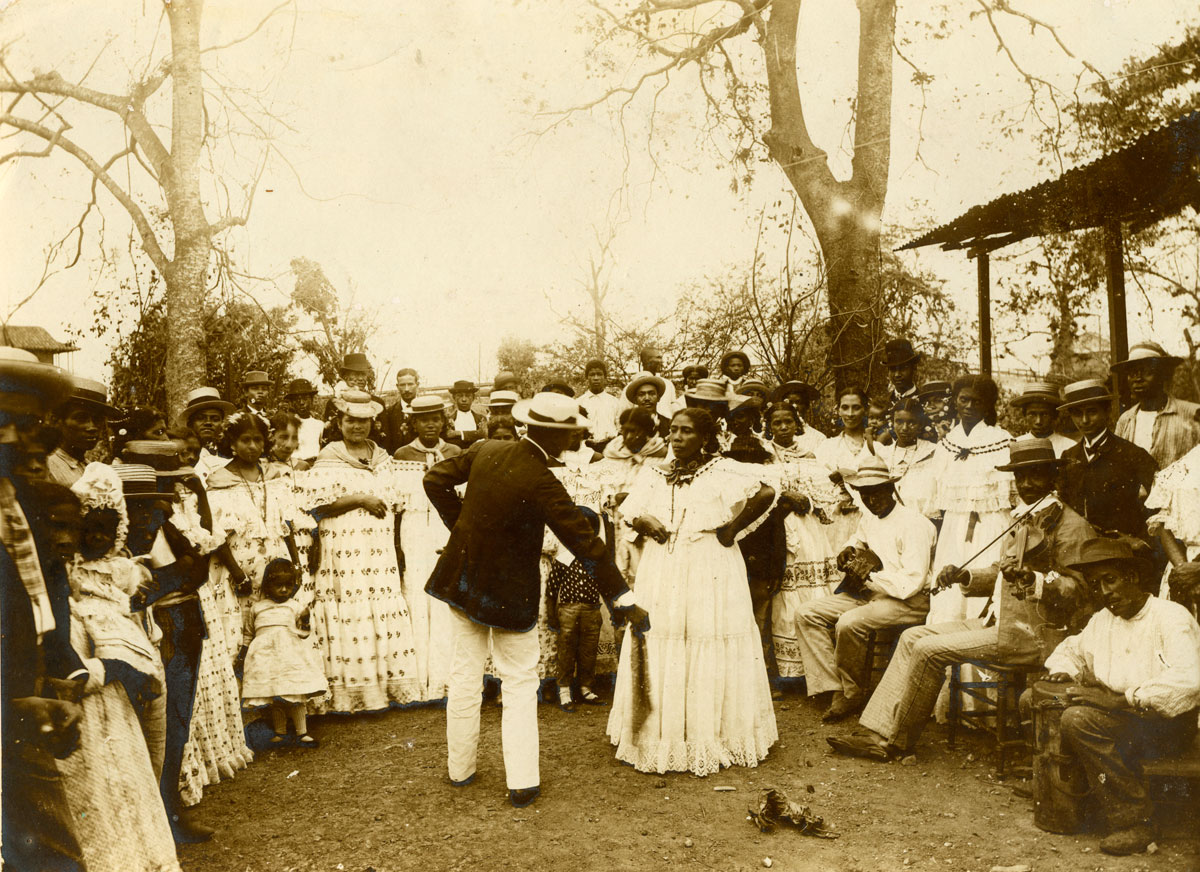
Fête populaire à El Hatillo au Panama, en 1890, avec les instruments traditionnels.

La cumbia est née dans la partie haute de la vallée du río Magdalena à l'est de la Colombie dans l'espace géographique appelé dépression Momposina (es), plus précisément dans la zone qui correspond au pays Pocabuy de la région Caraïbe[réf. nécessaire]. La cumbia est une danse et un rythme, élaborés à travers le métissage culturel entre la culture africaine avec l'apport des esclaves, la culture européenne avec la colonisation espagnole en Colombie et la culture des peuples autochtones,.

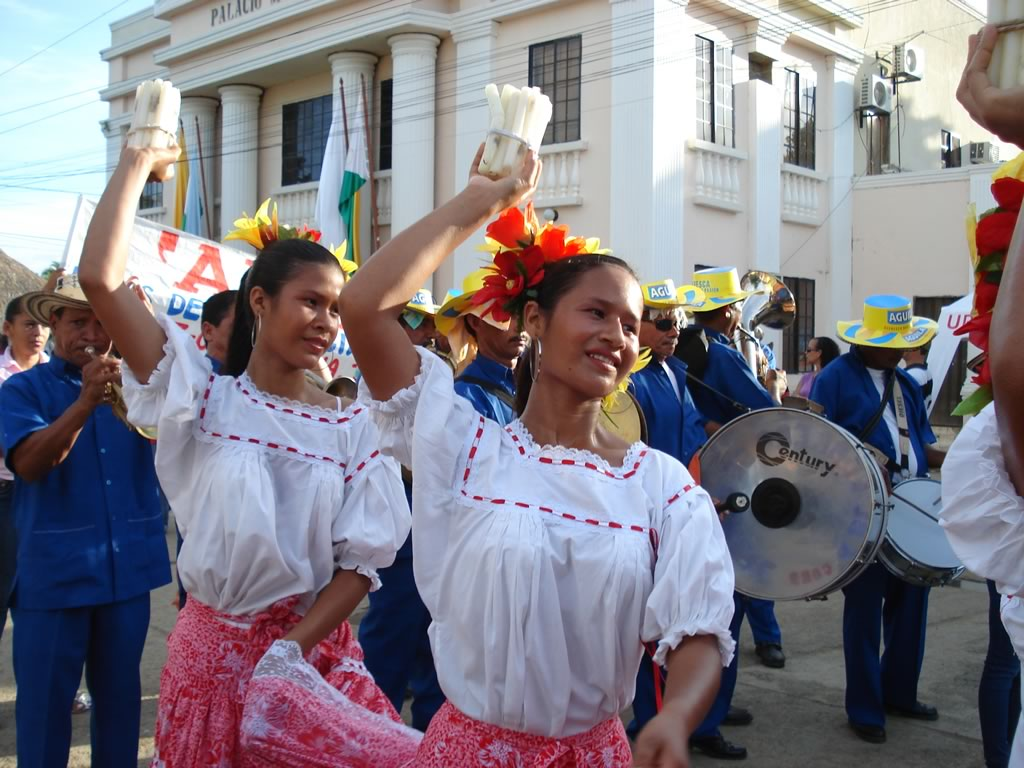
Danseuses de cumbia en Colombie.

Les esclaves africains de cette région se sont servis de chants nommés areítos, qui signifie danser en chantant, pour conter l'histoire de leur groupe ethnique, et de faits dignes d'être conservés en mémoire. Ainsi ces chants étaient une leçon historique que gardaient en mémoire ceux qui l'entendaient.

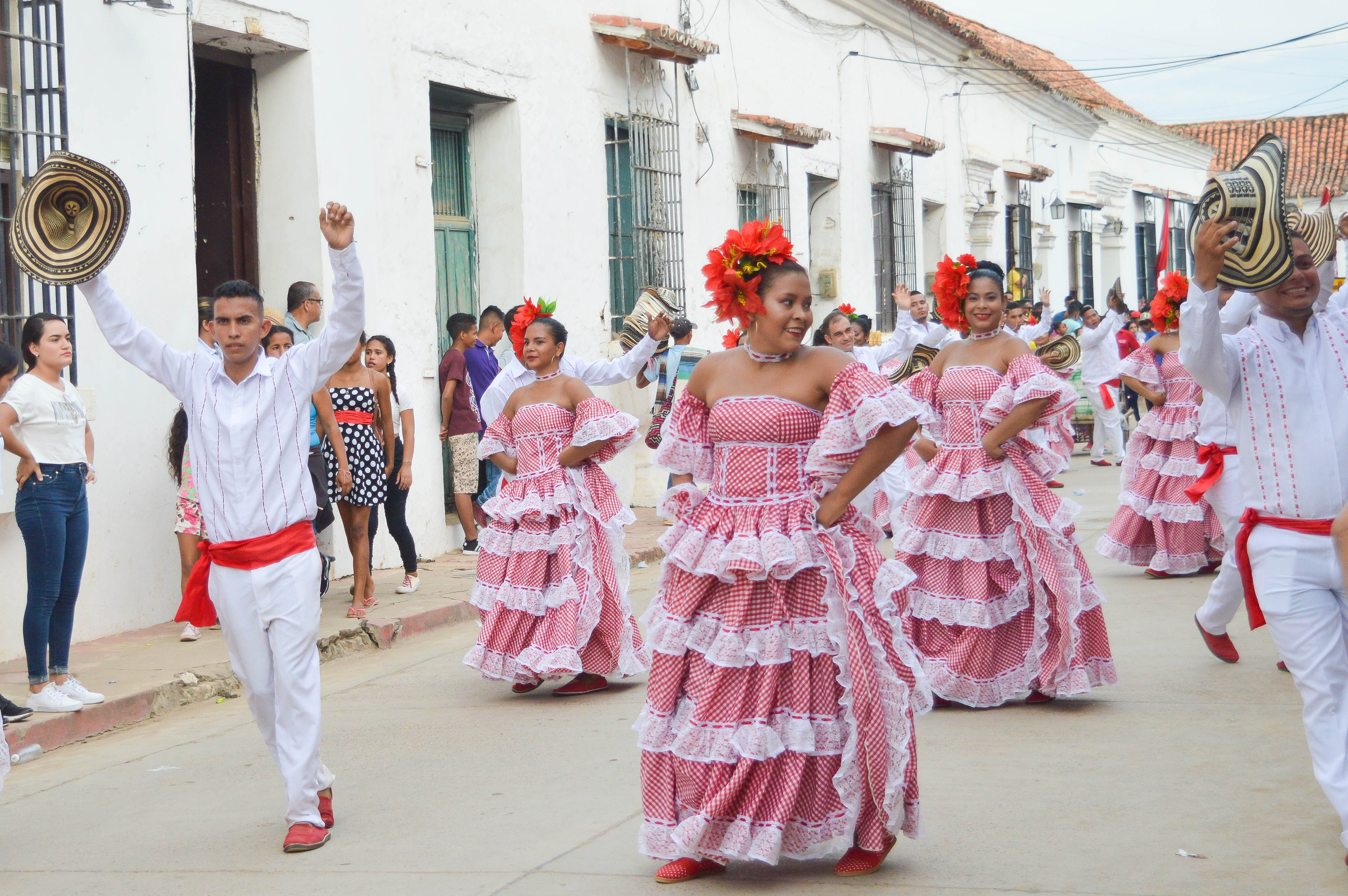
Parade de cumbia en Colombie.

Les éléments culturels de la cumbia peuvent s'énoncer ainsi : mouvements charnels, caractéristiques des danses d'origine africaine, costumes qui s'inspirent de ceux de la culture espagnole, et sont très proches des habits de l'actuel flamenco (jupes longues, dentelles, paillettes, etc.), sans oublier l'intense maquillage des femmes et leur coiffure de fleurs. Les habits masculins eux sont plus proches de ceux utilisés pendant les encierros (tradition selon laquelle les taureaux sont conduits à travers la ville jusqu'au toril avant la corrida), les fêtes de San Fermín à Pampelune : chemise et pantalon blancs, un foulard rouge porté au cou et un chapeau. Pour ce qui est du style musical, les tambours sont d'origine africaine, les maracas, les sifflets et les flûtes d'origine indienne, tandis que les chants et chansons populaires viennent de la poésie espagnole, bien qu'adaptée à la cumbia.

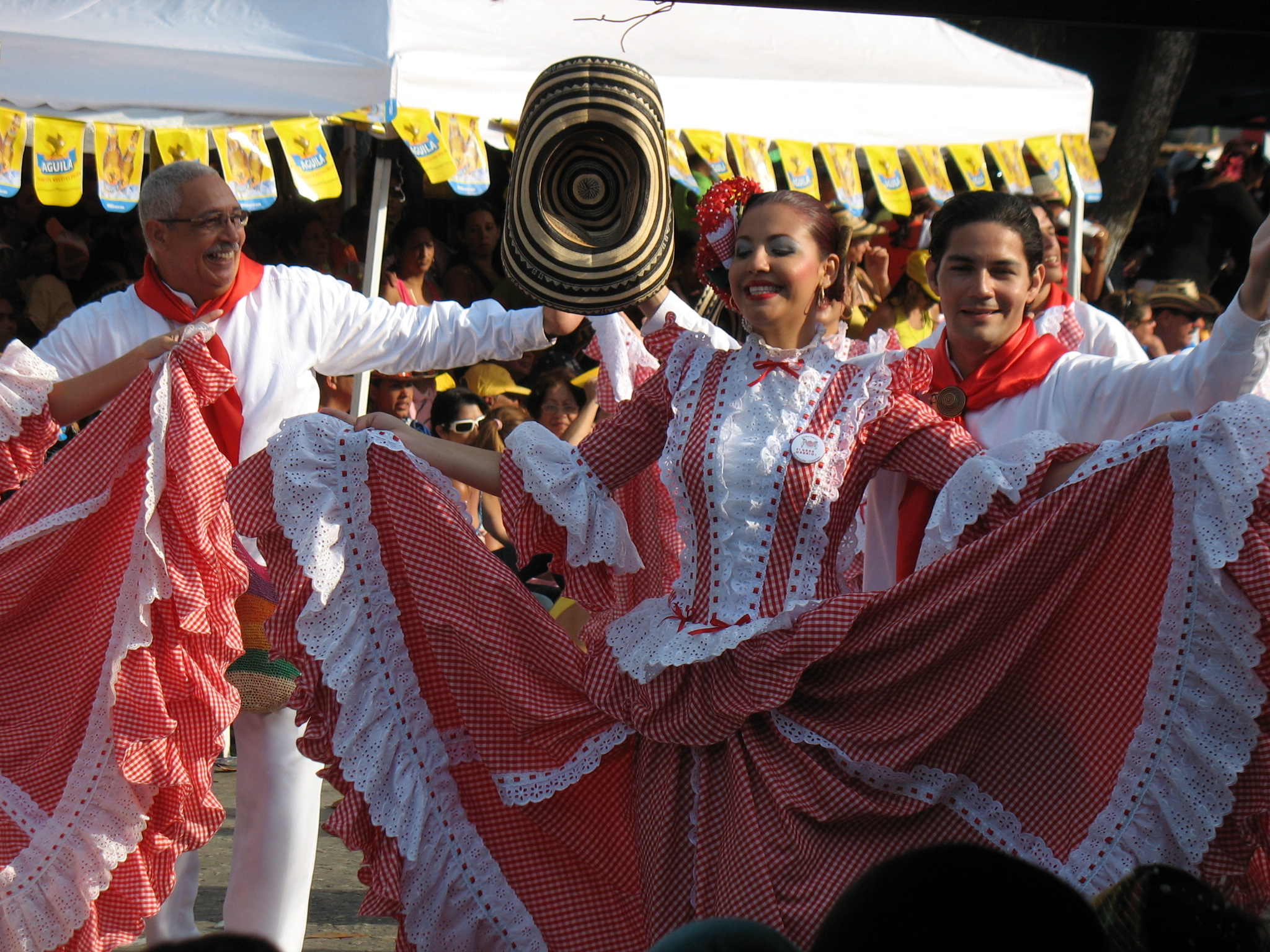
Danseurs de cumbia colombiens.

Le premier groupe officiel de cumbia est formé en 1877. Il s'agit de Cumbia Soledeña, et leur chanson la plus connue était Pa gozá el carnaval.

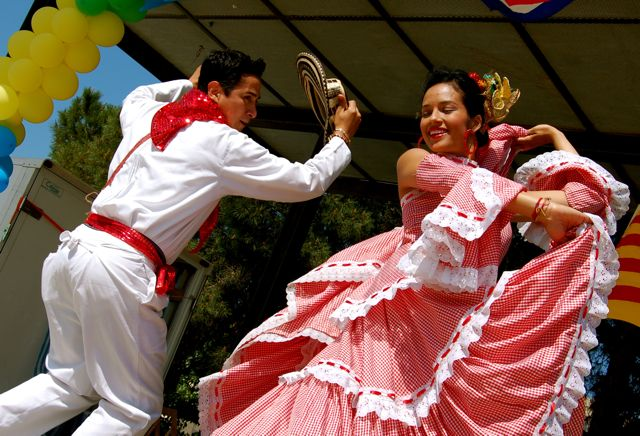
Danseurs folkloriques colombiens.

La cumbia panaméenne date de l'époque coloniale et a son épicentre dans les provinces centrales. Les différentes déclinaisons régionales ont une composition chorégraphique et musicale descendant principalement d'Afrique. L'instrumentation et des pas de danse originaires d'Espagne (Andalousie et Galice), dans une moindre mesure autochtones, sont également présents,.
En 1962 la chanson Cumbia Sobre El Mar (Marta la Reyna), en français Cumbia sur la mer (la reine Marta), du groupe Trio Serenata, est composée par Rafael Mejia Romaní en hommage à Marta Ligia Restrepo González, surnommée la reine Marta, élue Miss Colombie 1962, et reine du Carnaval de Barranquilla 1963.

## Sous-genres
- Cachaca
- Cumbia andine
- Cumbia argentine
- Cumbia bolivienne
- Cumbia chilienne
- Cumbia mexicaine
- Cumbia norteña mexicana
- Cumbia panaméenne
- Cumbia péruvienne
- Cumbia salvadorienne
- Cumbia vénézuélienne
- Cumbia villera
- Merecumbé
- Nueva cumbia chilena
- Porro
- Swing criollo
- Tecnocumbia

### Cumbia classique

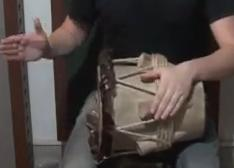
Llamador colombien.

La cumbia classique (espagnol : cumbia clásica), ou cumbia traditionnelle, se compose d'instruments comme la kuisi sigí et la kuisi bunzí qui sont deux types de flûtes indiennes, de maracas, à l'origine faites dans une citrouille et avec à l'intérieur des grains de maïs ou des petites pierres. Il s'agit d'un air dit zambo, c'est-à-dire né de la fusion entre cultures africaine et amérindienne. Ainsi, dans sa composition, on trouve également plusieurs types de tambours qui créent le rythme, à savoir el Llamador (celui qui appelle) tenant le contre temps, l'Allegre, dérivé des congas africaines ayant une sonorité typique de la cumbia, elle tient les solos, ainsi que la Tambora: cylindre délimité par deux peaux et se jouant avec des baguettes, celle-ci fut rajoutée a posteriori pour son caractère festif. Facultativement on y ajoute las guacharacas, un grattoir. La mélodie est donc indienne et le rythme africain. Cette cumbia est seulement dansée, jamais chantée.

### Cumbiamba

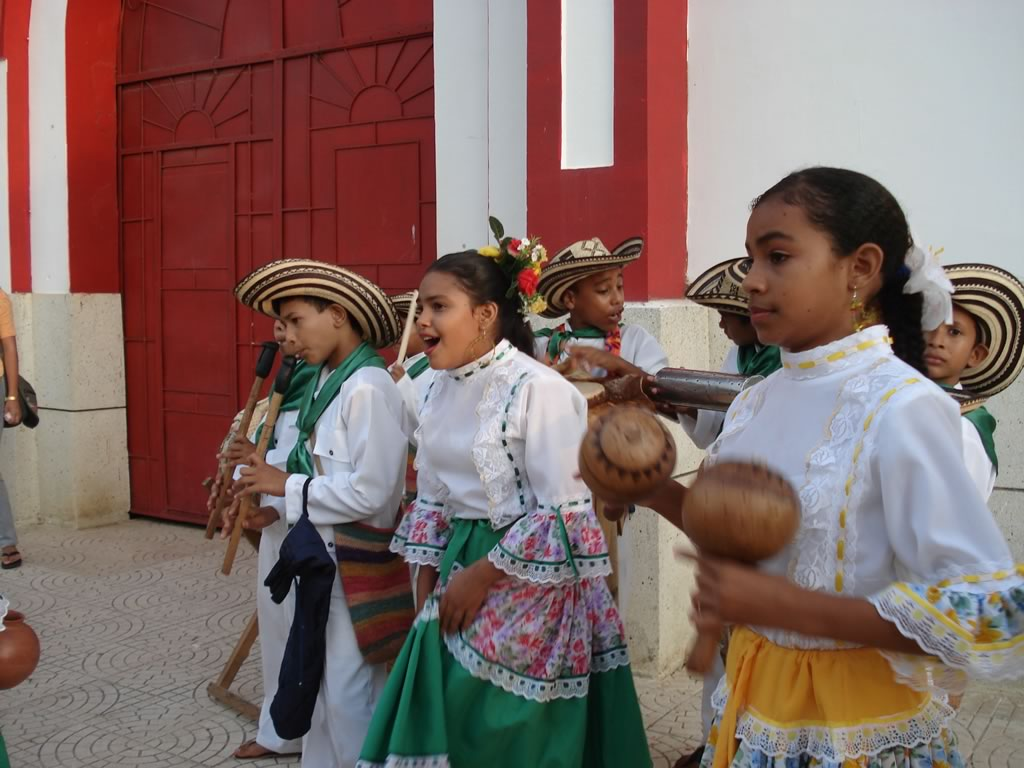
Groupe folklorique d'enfants jouant d'instruments de cumbia, tambour, flûtes et maracas.

La cumbiamba est une variante de la cumbia qui serait née du fait que les esclaves africains ont commencé à parler et ainsi à chanter en castillan. La danse, elle, aussi change car les femmes ne portent pas de bougies à leurs mains. L'instrumentation varie elle aussi, incluant l'accordéon et la flûte de Pan. Chaque membre du groupe a son propre rôle : le premier musicien est le flûtiste, le second joue du tambour, le troisième aussi mais lui joue avec des baguettes, le quatrième n'utilise que sa voix, on l'appelle llamador (celui qui appelle), le cinquième joue des maracas et aussi de la flûte et le dernier est un autre flûtiste mais il n'est pas toujours présent.

### Cumbia moderne
Celle-ci est chantée, aux instruments cités antérieurement s'ajoutent l'ocarina, les flûtes de roseau et d'autres types de tambours, tous ces instruments étant typiques de l'Amérique du Sud. Cette cumbia a donné lieu à la naissance d'autres types musicaux comme le bullerengue ou la saloma.

## Genres régionaux

### Panama

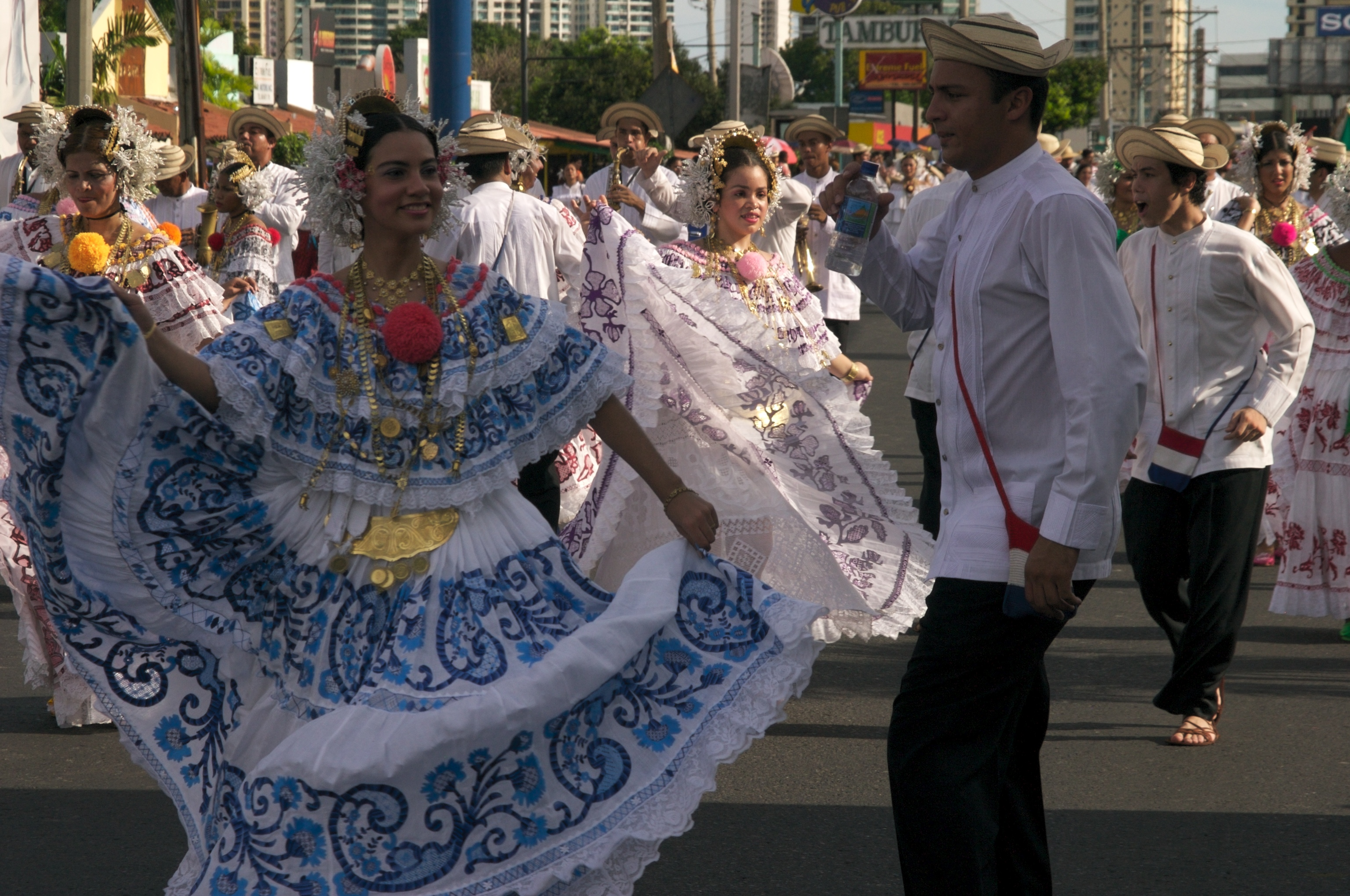
Parade de cumbia au Panama

Originaire de la Péninsule d'Azuero, la cumbia est traditionnellement jouée à l'aide d'un rabel, un tambour panaméen, et un guáchara ou encore un churuca, le tambour pujador ou llamador, et une guitare. Elle jouit d'une grande popularité dans le pays et c'est la forme qui a la plus évoluée au Panama. La danse traditionnelle est réalisée sous la forme de quatre mouvements : paseo, seguillida, cruce et zapateo. Les femmes son traditionnellement vêtues de jupes de luxe, et les hommes de maillot de corps blanc ou d'une chemise avec un chapeau pintao. La cumbia santena possède des sous-variantes[réf. souhaitée].
- cumbia cerrada (cumbia fermée) : elle est rapide, en forme de chaîne de couples de la danse dans un groupe de cercle et brièvement fermé puis rouvert.
- cumbia abierta (cumbia ouverte) : elle est lente et avec un pas dansé dans un groupe.
- cumbia zapateada : les danseurs tapent du pied en rythme avec la musique.

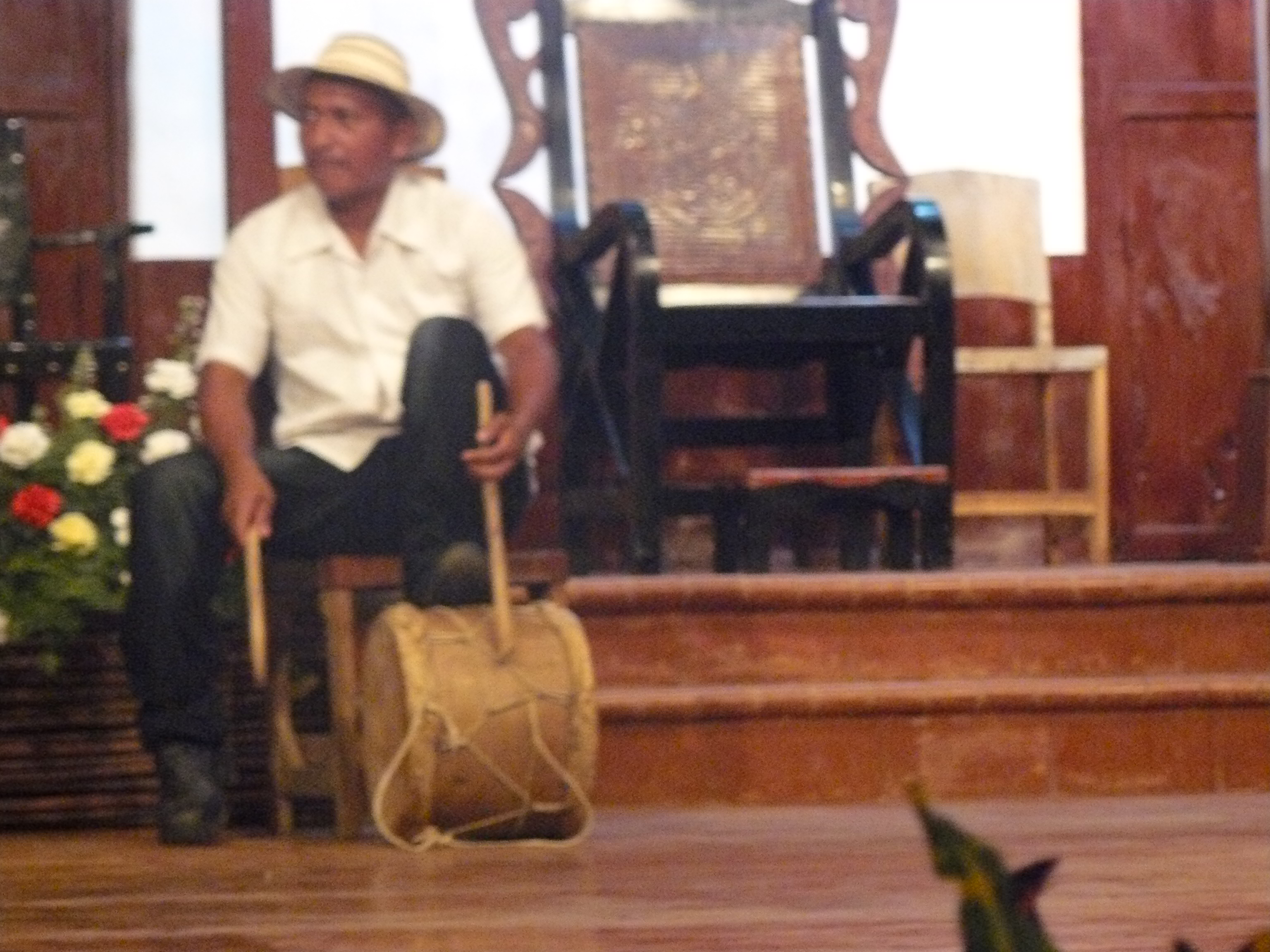
Tambora panaméenne.

- cumbia atravesada : cumbia au rythme vif et rapide, traditionnellement plus festive et avec des mouvements plus libres.

Dans la province de Coclé, les thèmes des chansons peuvent aborder la faune, la cuisine, ainsi  que des plaisanteries ou des aspects de la vie quotidienne des paysans. La danse est rythmée par des mouvements de la hanche. Une particularité est d'utiliser comme instrument de musique un mortier. Cette cumbia est issue des communautés d'origine amérindienne du district d'Ocu et de la province de Veragua. La mejoranera est une guitare typique du Panama. Les danseurs frappent le sol avec leurs semelles[réf. souhaitée].

### Autres pays

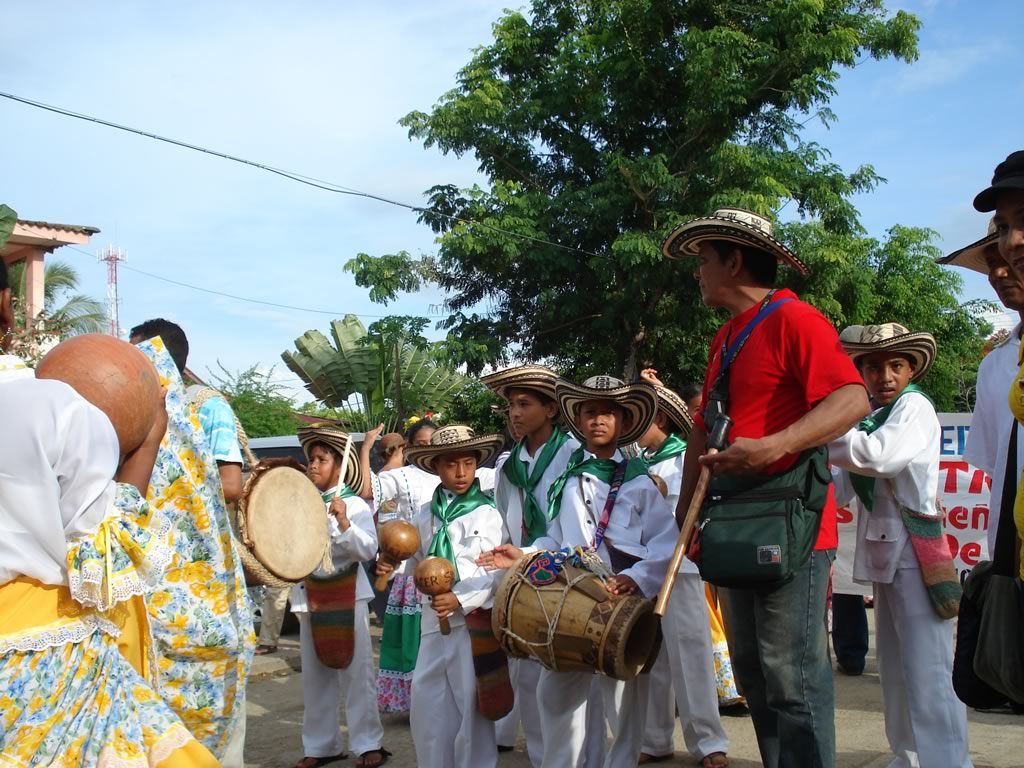
Groupe folklorique colombien de cumbia.

De nombreux pays ont leur propre variante de la cumbia, comme c'est le cas avec l'Argentine avec la cumbia villera, le Pérou avec la chicha (le terme chicha est plus fréquemment utilisé pour les variations musicales antérieures aux années 1990), le Mexique avec la cumbia sonidera, la cumbia banda ou la tecnocumbia. La cumbia péruvienne prend son essor dans les villes de l'Amazonie, et fait partie intégrante aujourd'hui de l'identité péruvienne et porte des noms comme la cumbia guaracha, la cumbia psychédélique, la cumbia amazonienne ou tout simplement la cumbia péruvienne.
En 1966, le péruvien Enrique Delgado fonde Los Destellos, et décide avec le groupe de reprendre la cumbia mais en troquant l’accordéon colombien pour la guitare électrique. À cette influence rock se mêlent aussi des caractéristiques de la musique criolla, donnant naissance à la cumbia péruvienne. La cumbia péruvienne est aujourd’hui très populaire du Pérou. Les habitants de la capitale la considèrent comme le style le plus représentatif de leur ville. Les chansons La Colegiala ou encore Las Limeñas du groupe Los Ilusionistas ont suscité un grand intérêt dans le monde entier.

### Interprètes et diffusion
En 1950, la première cumbia est enregistrée. Lucho Bermúdez crée Danza negra (danse noire) connue aussi sous le nom de cumbia colombiana, chantée par Matilde Díaz. En 1953, Flamenco, une cumbia composée par Soledeño Efraín Mejia est lancée. En 1955, apparait le groupe typique Cumbia de Juan Corralito. Dans le même temps, apparait la cumbia de Antonio Lucia Pacheco, avec la pièce musicale Once de noviembre (trad. : « Onze novembre »).
Dans les années 1970 et 1980, le musicien mexicain Rigo Tovar (surnommé le « Jim Morrison mexicain ») mélange la cumbia et le rock utilisant par exemple des guitares électriques, des synthétiseurs, cette fusion s'appelle le cumbia-rock.
Les principaux groupes qui ont diffusé la cumbia et ce au niveau national ou international sont :
- Cumbia Sobre El Mar (Marta la Reyna), du groupe Trio Serenata de Rafael Mejia Romaní (1962)[9];
- Arturo Jaimes avec une cumbia mexico-colombienne ;
- Medardo Guzmán, avec les cañamilleros de Mahates ;
- La cumbia moderne de soledad qui est un chant est une danse mélancolique andalou de Pedro Beltrán ;
- La cumbia de l'argentin Alexis Urunde ;
- La Perla colombiana (perle colombienne), qui est une cumbia romantique mexico-colombienne ;
- Juan Jiménez, le compositeur de la Cumbia cienaguera, à la fin des années 1950 et qui a fait le tour du monde ;
- La Colegiala du groupe Rodolfo y su Tipica RA7 (en), devenue célèbre avec la publicité pour le café de Colombie Nescafé (1985)[16],[17] ;
- La Sonora Dinamita, La Sonora de Margarita, la Sonora Skandalo et la Sonora Santanera sont des groupes qui ont été créés dans les années 1950-1960 et qui respectent la composition et le rythme de la véritable cumbia, même s'ils jouent d'autres styles musicaux proches comme le merengue ;
- Los Gaiteros de San Jacinto, groupe existant depuis le milieu des années 1940 et qui remporte un Latin Grammy Award en 2007[18].
- La bamba de Ritchie Valens

Avec tous ces interprètes et l'influence qu'a eue cette musique, il est logique de parler de cumbia lorsque l'on parle de musique colombienne.

### Principaux artistes et groupes
- Andrés Landero[19]
- Aniceto Molina[20]
- Aníbal Velásquez[21]
- Bareto[22]
- Bomba Estéreo[23]
- Celso Piña[24]
- Chico Trujillo[25]
- El Hijo de la Cumbia[26]
- Juana Fé[27]
- Kumbia Kings[28]
- La Sonora Dinamita[29]
- La Yegros[30]
- Lisandro Meza[31]
- Los Destellos
- Los Charros
- Los Corraleros de Majagual
- Los Gaiteros de San Jacinto[32]
- Los Mirlos
- Los Pibes Chorros
- Mario Gareña
- Ondatrópica[33]
- Pastor López[34]
- Rafael Mejia Romaní[35]
- Sergent Garcia
- Sonido Gallo Negro[36]
- Sonora Santanera
- Totó la Momposina[37]
- Will Holland (Quantic)[38]
- Tierra Canela[39]